# Hanigovce
Hanigovce (deutsch Hönigsdorf, ungarisch Hőnig) ist eine Gemeinde im Osten der Slowakei mit 126 Einwohnern (Stand 31. Dezember 2024). Sie gehört zum Okres Sabinov, einem Kreis des Prešovský kraj, sowie zur traditionellen Landschaft Šariš.

## Geographie

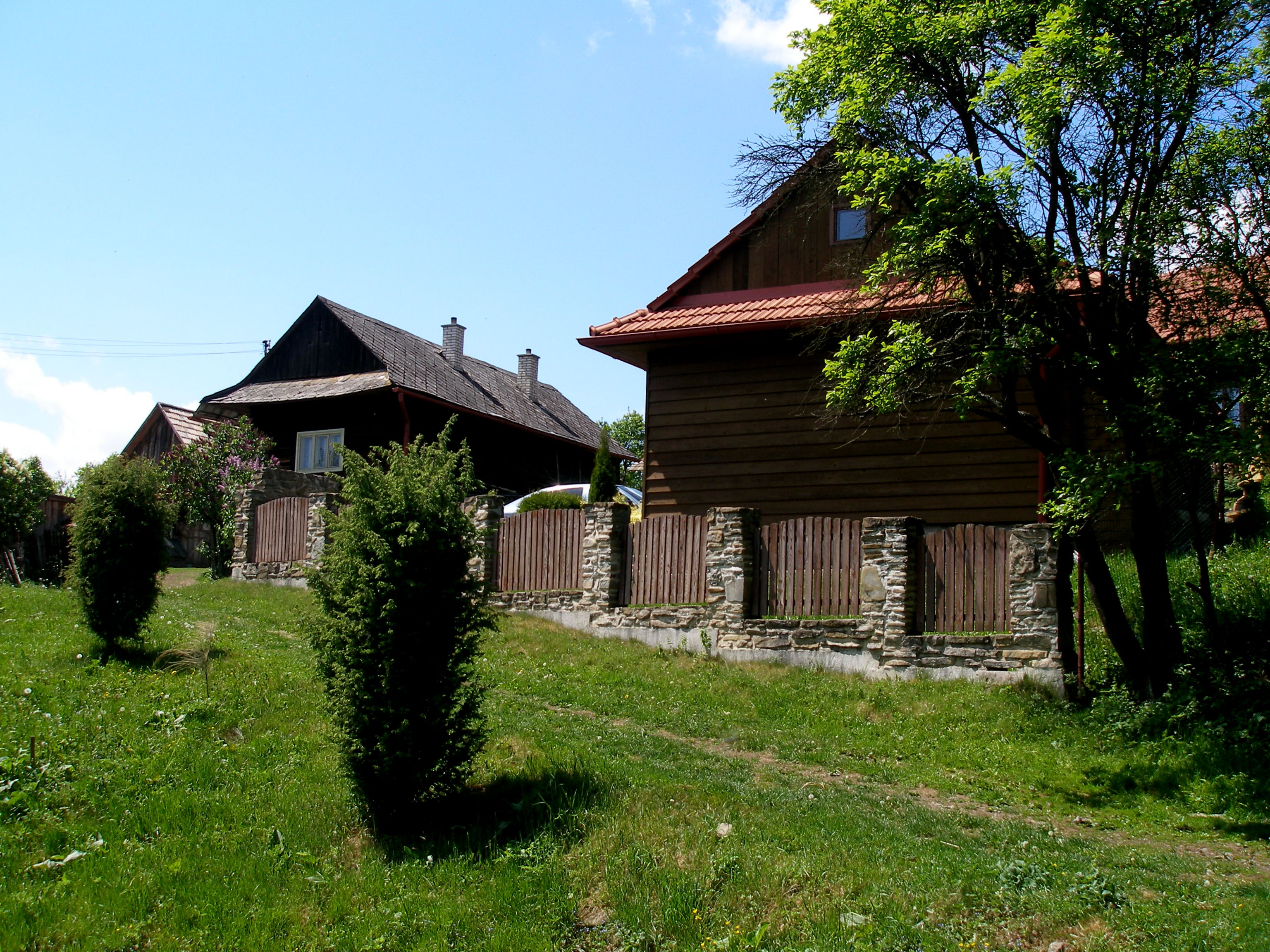
Häuser im Ort

Die Gemeinde befindet sich am Hang des Gebirges Čergov am Bach Hanigovský potok im Flusssystem Torysa. Das Ortszentrum liegt auf einer Höhe von 521 m n.m. und ist elf Kilometer von Sabinov sowie 29 Kilometer von Prešov entfernt.
Nachbargemeinden sind sehr kurz Kamenica und Livovská Huta im Norden, Olejníkov im Nordosten, Ľutina im Osten, Červenica pri Sabinove im Süden und Milpoš im Westen.

## Geschichte
Der Ort wurde zum ersten Mal 1330 als Henigsdorf schriftlich erwähnt, existierte aber wahrscheinlich schon einige Jahrzehnte davor. Der Name ist wohl vom deutschen Namen Henning abgeleitet. Bis zum Ende des 14. Jahrhunderts gehörte Hanigovce zum Herrschaftsgut der Burg Scharosch. 1427 hatte die Ortschaft insgesamt 27 Porta. Das Geschlecht Péchy war Besitzer des Ortes vom 17. bis zum 19. Jahrhundert. 1828 zählte man 53 Häuser und 391 Einwohner, deren Haupteinnahmequelle Landwirtschaft war.
Oberhalb des Ortes liegen die Ruinen der Burg Hanigovce (auch Neue Burg), die zum ersten Mal 1342 erwähnt wurde, die 1557 in Brand geriet und ist seither verlassen.
Bis 1918 gehörte der im Komitat Scharosch liegende Ort zum Königreich Ungarn und kam danach zur Tschechoslowakei beziehungsweise heute Slowakei. 1940 erreichte Hanigovce mit 1.057 Einwohnern die höchste Einwohnerzahl in der Geschichte des Ortes. 1950 gliederte sich die heutige Gemeinde Milpoš aus.

## Bevölkerung
| Jahr                | 1994 | 2004     | 2014    | 2024    |
| ------------------- | ---- | -------- | ------- | ------- |
| Anzahl der Personen | 173  | 130      | 133     | 126     |
| Unterschied         |      | −24,85 % | +2,30 % | −5,26 % |

| Jahr                | 2023 | 2024    |
| ------------------- | ---- | ------- |
| Anzahl der Personen | 127  | 126     |
| Unterschied         |      | −0,78 % |

Nach der Volkszählung 2011 wohnten in Hanigovce 133 Einwohner, davon 122 Slowaken, sieben Russinen und ein Roma. Drei Einwohner machten diesbezüglich keine Angabe. 100 Einwohner bekannten sich zur griechisch-katholischen Kirche, 15 Einwohner zur orthodoxen Kirche und 13 Einwohner zur römisch-katholischen Kirche. Ein Einwohner war konfessionslos und bei vier Einwohnern wurde die Konfession nicht ermittelt.

## Bauwerke
- griechisch-katholische Kirche aus dem Ende des 18. Jahrhunderts
- Ruinen der Burg Hanigovce

## Söhne und Töchter der Gemeinde
- Nikolaj (geb. Mikuláš Kocvár, 1927–2006), Metropolit von Prag